# Abdullah Qardash
 (octobre 2019).
Al-Haj Abdullah Qardash (arabe : عبد الله قرداش) (parfois orthographié Karshesh, également connu sous le nom de Hajji Abdullah al-Afari) est un djihadiste irakien, d'origine turkmène, présumé mort en 2017.

## Biographie
Il est originaire de Tal Afar, une ville à majorité sunnite du nord-ouest de l’Irak. Il est diplômé d’un collège de sciences islamiques à Mossoul et a servi comme officier de l’armée sous le régime de Saddam Hussein,. Proche d’Al-Baghdadi, les deux hommes ont été emprisonnés ensemble au centre de détention de Camp Bucca à Bassorah par les forces américaines pour leurs liens avec Al-Qaïda en 2003,. Qardash avait été commissaire religieux et juge général chargé de la charia pour Al-Qaïda avant de prêter serment d’allégeance à l’EI. 
Qardash a été surnommé « le Professeur » et « le Destructeur » et est reconnu comme un décideur brutal du groupe. Décrit par certains analystes de la sécurité comme étant cruel et autoritaire, populaire et respecté parmi les autres membres de l’EI, Qardash était responsable de l’élimination de ceux qui s’opposaient au style de leadership d’Al-Baghdadi.   
Selon des membres de sa famille, notamment sa fille, aux mains des services de renseignement irakiens, Abdullah Qardash aurait trouvé la mort en 2017.
En août 2019, un faux communiqué le présente comme le successeur d'Abou Bakr al-Baghdadi. Selon le journaliste Wassim Nasr : « Si on parle de lui c’est à cause d’un faux communiqué de l’agence de presse de l’EI. C’est certainement une opération d’intoxication de personnes qui combattent l’organisation, pour voir comment la nouvelle sème le trouble en interne ».